# René Bohn
René Bohn (* 7. März 1862 in Dornach; † 6. März 1922 in Mannheim) war ein französisch-deutsch-schweizerischer Chemiker. Er entwickelte die ersten Indanthrenfarbstoffe.

## Leben
René Bohn wuchs mit elf Geschwistern in Dornach auf. Seine Eltern waren Karl Friedrich Bohn (1829–1886) und Caroline Adèle geb. Bourry (geb. 1838).
Nach dem Besuch der Gewerbeschule in Mülhausen (1869–1878) und der Kantonsschule in Zürich (1878–1879) studierte er von 1879 bis 1882 Chemie am Polytechnikum in Zürich. Seine Lehrer waren dort unter anderem Victor Meyer, Frederick Treadwell, Georg Lunge und Karl Heumann. Im Jahre 1883 wurde er auch in Zürich promoviert und erwarb die schweizerische Staatsbürgerschaft, die er bis zu seinem Lebensende behielt. 1895 heiratete er in Mailand Hedwig (Edwiga) Schoch (1874–1961), mit der er zwei Kinder hatte.
Erste praktische Berufserfahrung sammelte Bohn in einer Kattundruckerei in Mülhausen. Durch Vermittlung von Victor Meyer wurde er 1884 bei der BASF in Ludwigshafen am Rhein in der Alizarin-Abteilung des Betriebslabors eingestellt. Bohns Forschungsergebnisse im Bereich der Farbstoffchemie waren aufsehenerregend. Schon 1885 entdeckte er einen neuen Farbstoff, das Alizarinmarron. Es folgten unter anderem Anthracenblau (1886), Alizarinschwarz (1887), Carbazolgelb, wie auch Alizaringrün und Alizarinblaugrün (alle 1888). Die Industrielle Gesellschaft von Mülhausen verlieh ihm 1892 die „vergoldete Denkmünze … für seine gesamten Arbeiten auf dem Gebiete der künstlichen Farbstoffe“. Seine wohl bekannteste Entdeckung ist das Indanthren, ein Farbstoff der wasch-, licht- und wetterecht ist. Das Patent dazu wurde am 6. Februar 1901 als „Verfahren zur Darstellung eines blauen Farbstoffes der Anthracenreihe“ (DRP Nr. 129845) angemeldet.

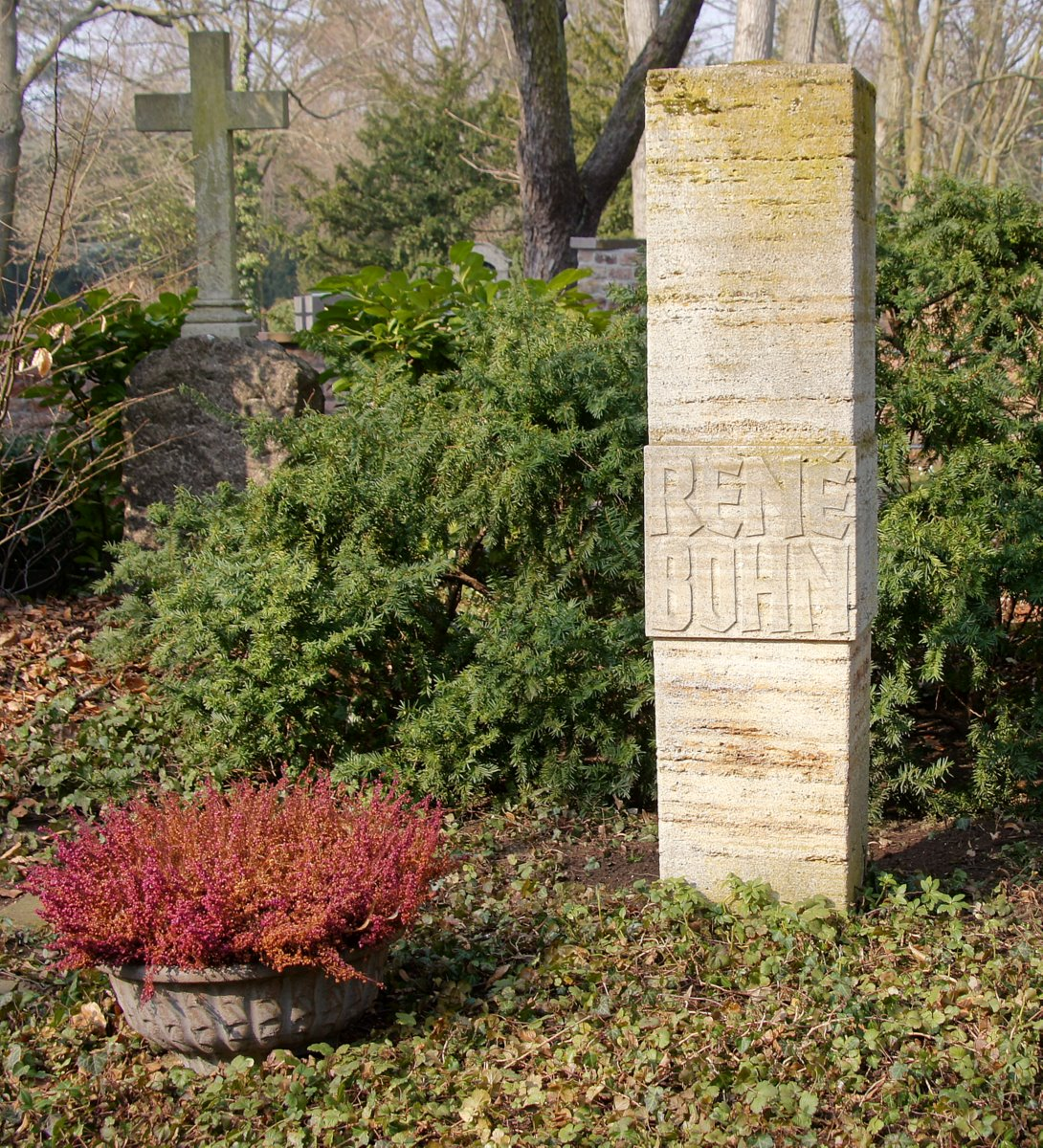
Grab Bohns in Mannheim

1906 wurde Bohn Direktor und stellvertretendes Vorstandsmitglied der BASF. Ab 1911 leitete er die gesamte Alizarin-Abteilung. Im Jahre 1914 wurde ihm der Professorentitel verliehen und ab 1919 war er ordentliches Mitglied im Vorstand der BASF. Ende 1921 kündigte Bohn seinen Arbeitsplatz und verstarb wenige Monate später, einen Tag vor seinem 60. Geburtstag, in Mannheim.
René Bohn verfügte über eine scharfe Beobachtungsgabe, geniale Intuition und meisterhaftes Experimentiervermögen. Seine Erfindungen waren „stets eigenartig, verblüffend neu und deshalb grundlegend“, so sein Freund und Kollege Paul Julius (1862–1931).
Zu Ehren René Bohns trägt das Hotel der BASF seinen Namen. In Ludwigshafen am Rhein wurde eine Straße nach ihm benannt. Auf seinem Grab auf dem Hauptfriedhof Mannheim ist ein Travertinpfeiler mit umlaufendem Schriftband.